# Beatrice Arthur
Beatrice Arthur (13. maj 1922 – 25. april 2009) var en amerikansk komiker og skuespillerinde, der er mest kendt for sine roller som Maude Findlay i All in the Family og Dorothy Zbornak i Pantertanter. Hun modtog en Emmy Award for begge roller.